# Orthograde Darmspülung
Die orthograde Darmspülung ist eine Form der Vorbereitung von Untersuchungen des Dickdarms (Koloskopie, Kolon-Kontrasteinlauf) oder von Operationen im Bauchraum. Gegenanzeigen zur Durchführung sind ein Darmverschluss (Ileus), Darmstenosen und eine Herzinsuffizienz.

## Vorbereitung
Eine Woche vor einer geplanten Untersuchung sollte die Kost möglichst ballaststofffrei sein. Eine solche Diät vermindert Ballaststoffe, die der Dickdarmwand anhaften, und erleichtert so die Darmspülung.

## Durchführung
In der Regel bekommen die Patienten am Tag vor der Untersuchung eine PEG-Lösung (Polyethylenglykol), von der sie drei bis fünf Liter innerhalb von wenigen Stunden zu sich nehmen müssen. Es werden jedoch auch andere Substanzen eingesetzt.
Damit keine Übelkeit während der Spülung auftritt, kann eine halbe Stunde vor Beginn der Spülung Dimenhydrinat als Zäpfchen gegeben werden. Die Spülung wird solange durchgeführt, bis eine klare goldgelbe Flüssigkeit ohne feste Bestandteile aus dem Darm ausgeschieden wird. Die ersten Entleerungen sind etwa 1 bis 1,5 Stunden nach Beginn der Spülung zu erwarten.
Ist ein  Abführmittelmissbrauch bekannt oder besteht eine akute oder chronische Verstopfung, so sollte zusätzlich eine halbe Stunde vor Beginn der Spülung ein Abführmittel (etwa Bisacodyl) eingenommen werden, um die Peristaltik besser anzuregen.
Wenn der Patient die große Flüssigkeitsmenge nicht so schnell trinken kann, kann die Spülung über eine Magensonde erfolgen.
Nach der Trinkvorbereitung sollten weiter klare Flüssigkeiten (Tee, Wasser, klare Säfte) getrunken werden, da die PEG-Lösung hyperosmolar ist und dies zur Abgabe von Wasser durch die Darmwand ins Lumen und damit zur Austrocknung des Patienten führen könnte.
Es hat sich bewährt, am Morgen des Untersuchungstages zusätzlich 1 l der PEG-Lösung zu trinken, um noch Reste aus dem Darm zu spülen.
Abbruch-Kriterien sind starke Schmerzen oder Kreislaufstörungen.

## Indikation
Eine orthograde Darmspülung ist insbesondere vor planbaren Operationen am Dickdarm im Rahmen der Vorbereitungsmaßnahmen angezeigt.